# Collin Siegfried
Collin Siegfried (* 8. Februar 1999 in St. Gallen) ist ein Schweizer Schauspieler.

## Leben
Collin Siegfried kam 1999 als Erster von Drillingen zur Welt. In seiner Kindheit begann er sich für Schauspielerei zu interessieren und nahm an Schulaufführungen teil. Nach dem Besuch der Sekundarschule und Abbruch einer begonnenen KV-Lehre absolvierte er ein Praktikum in der Pflege. Seine Ausbildung zum Schauspieler erhielt er an der European Film Actor School.
Der breiteren Öffentlichkeit wurde er durch seine Rolle als Daniel Ikamann im Film Follow us iCarus bekannt. Ausserdem ist er als Werbeschauspieler für diverse Marken tätig.

## Filmografie
- 2016: Der lautlose Schrei (als Ivan Berger)[1]

- 2016:  Die Lehrer (Schweizer Fernsehserie)

- 2018–2019: Chartbreaker (RTL2-Serie)

- 2024: Follow us iCarus (als Titelrolle)